# Chiasmia adelpha
Chiasmia adelpha es una especie de polilla de la familia Geometridae, descrita por primera vez por el lepidopterólogo alemán Martin Krüger en 2001 con distribución en Camerún. El holotipo de la especie fue descrita en la reserva forestal Bafut-Ngemba.